# 淺珊瑚紅
淺珊瑚紅，是一種顏色（英語：Light Coral），是紅色顏色之一，是紅带白的色彩。
三原色光模式RGB值為（240,128,128）、印刷四分色模式CMYK值為（0,47,47,6）、HSV色彩属性模式值為（0,47,94）。